# Cis robiniophilus
Cis robiniophilus är en skalbaggsart som beskrevs av Lawrence 1971. Cis robiniophilus ingår i släktet Cis och familjen trädsvampborrare. Inga underarter finns listade i Catalogue of Life.